# Insjön, Korpo
Insjön är en sjö i Finland. Den ligger i Pargas stad i landskapet Egentliga Finland, i den södra delen av landet, 180 km väster om huvudstaden Helsingfors. Insjön ligger 4 meter över havet. Arean är 10,2 hektar och strandlinjen är 2,55 kilometer lång. Sjön  ingår i Södra Skärgårdshavets avrinningsområde.   Sjön är belägen på ön Björkö i Skärgårdshavet.